# Karel Klun
Karel Klun, slovenski politik, duhovnik in kanonik, * 15. oktober 1841, Prigorica, † 8. julij 1896, Budimpešta.
Karel (Karol) Klun je končal gimnazijo in študij bogoslovja v Ljubljani. V duhovnika je bil posvečen leta 1865.
Najprej je služboval kot kaplan v Gorjah, kasneje pa je postal kanonik ljubljanske stolne cerkev. 
Vse bolj ga je pritegnila politika,
postal je deželni (1877 - 1896) in nato še državni (1879 - 1896) poslanec konservativno katoliške usmeritve in pripadnik staroslovenske politične smeri. 
Med opravljanjem funkcije avstrijskega delegata v Budimpešti je nenadoma umrl.
Pokopali so ga v Ljubljani na pokopališču Sv. Krištofa. Njegov nagrobnik je ohranjen na Navju.
Karel Klun je bil med ustanovitelji časopisa Slovenec, ki ga je od ustanovitve leta 1873 do 1879 tudi urejal, in Katoliške tiskarne.